# 大和葛城宝山記
大和葛城宝山記（やまとかつらぎほうざんき）とは仏教、特に修験道の立場から書かれた神道書。大和葛宝山記、大和葛木宝山記、葛城宝山記、神祇宝山記　等とも云う。

## 資料について
巻頭に「行基菩薩撰」、また巻末に「天平17年（745年）辛酉4月1日」と書かれ、さらに「興福寺の仁宗が之を記し伝う」と書かれている。
正安二年（1300年）に成立した度会行忠の『古老口実伝（ころうくじつでん）』に、飛鳥記、大宗秘府、心御柱秘記、神皇実録と共に、「伊勢神宮秘記　数百巻　内　最極書」とされており、現在のところこれが本書の実在を確認できる最古の記述である。上記のことなどから、鎌倉時代後期に、真言宗系の僧侶によって書かれたとするのが通説となっている。
神道について、独自の解釈を行っており、後の神道五部書等に大きな影響を与えた。
本書の題名にある「宝山」とは、大阪府・奈良県境に南北に連なる、葛城連山（二上山、岩橋山、葛城山、金剛山等）で、古来、一言主神を奉祀する地域である。

## 内容
本書は、以下の様に、神道の神に対しても独自の解釈を行っている。
一言主神は孔雀王の化身であると書かれている。また、天御中主尊は伊勢の止由気ノ宮に祭ると記され、外宮の豊受太神と同一であることを示唆している。これが、外宮が内宮に祭祀の順番（外宮先祭：内宮より外宮の祭祀が先行する古くからの習慣。何故そうするのか謎とされている。）だけでなく、実質優越する根拠として、度会神道を補強する書とされた。
また、内宮に祀られているはずの大日孁貴尊は、大毘盧遮那如来（東大寺の大仏と同じ？）と同一としている。さらに、「天照太神は天御中主尊を貴ぶ」、とも書いてある。大日孁貴尊と天照太神は同一のはずだが、別神であるかの様に名前を使い分けていることも注目に値する。
その他、葛城地方に祀られる神として、伊弉諾尊、伊邪那岐尊、天御中主尊、葛木二上尊（豊布都霊神と大国魂尊の2神：葛木二上神社との関係が注目される）等を挙げ、豊布都霊神は武雷尊であり、法起菩薩であり、熊野権現でもあると記す。大国魂尊は、国津神の大将軍であるとも書かれている。
本書は、豊受太神が、葛城と縁の深いことを示唆し、別名とする天御中主尊の『中』に、何か深い意味が隠されていることを示している可能性もある。また、布都御魂に『豊』を付けて豊布都霊神と記していることも注目に値する。